# Martin Gould
Martin Gould (Londres, 14 de setembro de 1981), com a alcunha The Pinner Potter, é um jogador profissional de snooker. Profissional desde 2003.

## Títulos
Para o ranking mundial
German Masters - 2016